# Kaijū Daisensō
Kaijū Daisensō (怪獣大戦争, Kaijū Dai-sensō, bra: A Guerra dos Monstros; prt: A Invasão dos Astro-Monstros), lançado nos Estados Unidos como Invasion of the Astros e Monster Zero, e distribuído internacionalmente como Invasion of Astro-Monster, é um filme de ficção científica japonês e americano de 1965, realizado por Ishirō Honda. É o sexto filme da franquia Godzilla.